# 戈尚莱加勒
戈尚莱加勒（法語：Gauchin-Légal，法語發音：[ɡoʃɛ̃ leɡal]），又称戈尚勒加勒（Gauchin-le-Gal，[ɡoʃɛ̃ lə ɡal]），是法国上法蘭西大區加来海峡省的一个市镇，属于贝蒂讷区。

## 地理
戈尚莱加勒（50°24'54"N, 2°34'55"E）面积6.03 平方千米，位于法国上法蘭西大區加来海峡省，该省份为法国北部沿海省份，西北濒北海，南至索姆省，东临北部省。
与戈尚莱加勒接壤的市镇（或旧市镇、城区）包括：勒布勒沃-朗希库尔、贝通萨尔、科库尔、埃斯特雷科希、弗雷尼库尔-勒多尔芒、弗雷维莱尔、埃尔曼。
戈尚莱加勒的时区为UTC+01:00、UTC+02:00（夏令时）。

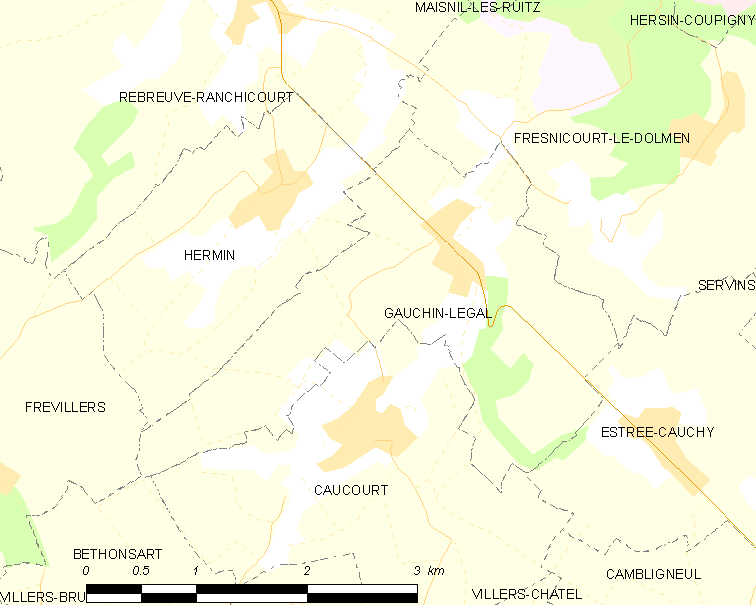
戈尚莱加勒的OSM定位图

## 行政
戈尚莱加勒的邮政编码为62150，INSEE市镇编码为62366。

## 政治
戈尚莱加勒所属的省级选区为布律埃-拉比西耶尔县。

## 人口

1962-2008年间戈尚莱加勒人口变化图示

戈尚莱加勒于2022年1月1日时的人口数量为300人。